# Премия «Сезар» за лучший постер
Премия «Сезар» за лучший постер (фр. César de la meilleure affiche) вручалась с 1986 года по 1990 год.
Премия вручалась пять раз, потом была упразднена, из-за возникновения многих проблем в организации: во-первых, авторами постеров часто был не один, человек, а группа людей, что вызывала большие сложности, во-вторых, большинство постеров были сделаны в США, что вызывало много противоречий.
Церемония вручения наград проходит ежегодно в феврале (ранее награждения также проходили в январе, марте и апреле) в парижском театре «Шатле» (с 2002 года). Премии вручались за постеры предыдущего года.

## Лауреаты и номинанты
Курсивом приведены названия фильмов на оригинальном языке 
 Указаны годы проведения церемоний награждения, а ссылки по годам ведут на год в кинематографе, когда фильмы вышли на экраны

### 1980-е
| Год  | Победитель                           | Фильм                                        | Номинанты                        | Фильмы                                             |  |  |  |
| 1986 | Мишель Ланди                         | «Гарем» Harem                                | Зоран Йованович                  | «Изумрудный лес» / The Emerald Forest              |  |  |  |
| 1986 | Мишель Ланди                         | «Гарем» Harem                                | Бенжамин Балтимор                | «Смерть во французском саду» / Péril en la demeure |  |  |  |
| 1986 | Мишель Ланди                         | «Гарем» Harem                                | Бенжамин Балтимор                | «Ран» / Ran                                        |  |  |  |
| 1986 | Мишель Ланди                         | «Гарем» Harem                                | Бернард Бернард                  | «Подземка» / Subway                                |  |  |  |
|      |                                      |                                              |                                  |                                                    |  |  |  |
| 1987 | Кристиан Блондель                    | «Тридцать семь и два по утрам» 37°2 le matin | Дениз Миллет, Клод Миллет        | «Ненавижу актеров» / Je hais les acteurs           |  |  |  |
| 1987 | Кристиан Блондель                    | «Тридцать семь и два по утрам» 37°2 le matin | Мишель Жуэн                      | «Жан де Флоретт» / Jean de Florette                |  |  |  |
| 1987 | Кристиан Блондель                    | «Тридцать семь и два по утрам» 37°2 le matin | Мишель Жуэн                      | «Манон с источника» / Manon des sources            |  |  |  |
| 1987 | Кристиан Блондель                    | «Тридцать семь и два по утрам» 37°2 le matin | Андре Франсуа                    | «Макс, моя любовь» / Max mon amour                 |  |  |  |
| 1987 | Кристиан Блондель                    | «Тридцать семь и два по утрам» 37°2 le matin | Гилберт Раффин                   | «Тереза» / Thérèse                                 |  |  |  |
|      |                                      |                                              |                                  |                                                    |  |  |  |
| 1988 | Стэфан Баэликоф, Сади Нури           | «Тандем» Tandem                              | Филипп Лемуан                    | «Последний император» / The Last Emperor           |  |  |  |
| 1988 | Стэфан Баэликоф, Сади Нури           | «Тандем» Tandem                              | Бенжамин Балтимор                | «Под солнцем Сатаны» / Sous le soleil de Satan     |  |  |  |
| 1988 | Стэфан Баэликоф, Сади Нури           | «Тандем» Tandem                              | Филипп Лемуан                    | «Влюблённый мужчина» / Un homme amoureux           |  |  |  |
|      |                                      |                                              |                                  |                                                    |  |  |  |
| 1989 | Энни Миллер, Люк Ру, Стэфан Баэликоф | «Маленькая воровка» La petite voleuse        | Андрей Малиновский               | «Голубая бездна» / Le Grand Bleu                   |  |  |  |
| 1989 | Энни Миллер, Люк Ру, Стэфан Баэликоф | «Маленькая воровка» La petite voleuse        | Бенжамин Балтимор                | «Чтица» / La lectrice                              |  |  |  |
| 1989 | Энни Миллер, Люк Ру, Стэфан Баэликоф | «Маленькая воровка» La petite voleuse        | Кристиан Блондель                | «Медведь» / L'ours                                 |  |  |  |
| 1989 | Энни Миллер, Люк Ру, Стэфан Баэликоф | «Маленькая воровка» La petite voleuse        | Анай Леклерк, Даниэль Палестринт | «Время удовольствий» / Les Saisons du plaisir      |  |  |  |

### 1990-е
| Год  | Победитель                  | Фильм                                              | Номинанты                    | Фильмы                                           |
| 1990 | Жиль Жуа, Гай Жвино-Бордъюж | «Новый кинотеатр «Парадизо»» Nuovo Cinema Paradiso | Анай Леклерк, Жан-Мари Леруа | «Месье Ир» / Monsieur Hire                       |
| 1990 | Жиль Жуа, Гай Жвино-Бордъюж | «Новый кинотеатр «Парадизо»» Nuovo Cinema Paradiso | Доминик Бушар                | «Белая свадьба» / Noce blanche                   |
| 1990 | Жиль Жуа, Гай Жвино-Бордъюж | «Новый кинотеатр «Парадизо»» Nuovo Cinema Paradiso | Сильвен Матье                | «Слишком красива для тебя» / Trop belle pour toi |
| 1990 | Жиль Жуа, Гай Жвино-Бордъюж | «Новый кинотеатр «Парадизо»» Nuovo Cinema Paradiso | Лоран Люфруа, Лоран Петен    | «Вальмон» / Valmont                              |